# Cosmioconcha
Cosmioconcha is een geslacht van weekdieren uit de klasse van de Gastropoda (slakken).

## Soorten
- Cosmioconcha calliglypta (Dall, 1901)
- Cosmioconcha dedonderi Monsecour & Monsecour, 2006
- Cosmioconcha geigeri Garcia, 2006
- Cosmioconcha helenae (Costa, 1983)
- Cosmioconcha humfreyi De Jong & Coomans, 1988
- Cosmioconcha modesta (Powys, 1835)
- Cosmioconcha nana Garcia, 2007
- Cosmioconcha nitens (C. B. Adams, 1850)
- Cosmioconcha palmeri (Dall, 1913)
- Cosmioconcha parvula (Dall, 1913)
- Cosmioconcha pergracilis (Dall, 1913)
- Cosmioconcha rehderi (Hertlein & Strong, 1951)
- Cosmioconcha rikae Monsecour & Monsecour, 2006